# 比爾登 (阿肯色州)
比爾登（英語：Bearden）是一個位於美國阿肯色州沃希托縣的城市。

## 地理
比爾登的座標為33°43′34″N 92°37′03″W / 33.72611°N 92.61750°W，而該地的平均海拔高度為73米（即240英尺）。

## 人口
根據2020年美國人口普查的數據，比爾登的面積為4.18平方千米，皆為陸地。當地共有人口776人，而人口密度為每平方千米185人。